# Ben Amos
Benjamin Paul „Ben” Amos (ur. 10 kwietnia 1990 w Macclesfield) – angielski piłkarz grający na pozycji bramkarza w Boltonie Wanderers.

## Kariera klubowa
W wieku 10 lat Ben Amos rozpoczął swoją karierę w akademii Crewe Alexandra, ale już po roku dołączył do kadry młodzieżowej Manchesteru United. Tam rozwijał swój talent aż do 2008 roku, kiedy został przesunięty do pierwszej kadry. Od tego czasu w drużynie rozegrał zaledwie 6 meczów. Co roku był wypożyczany do angielskich zespołów grających w niższych ligach. Ostatnio bronił bramki w Boltonie Wanderers, gdzie rozegrał 9 meczów. 10 czerwca 2015 roku Manchester United ogłosił, że nie przedłuży kontraktu z zawodnikiem .
11 czerwca 2015 roku podpisał kontrakt z Boltonem Wanderers.

## Kariera reprezentacyjna
Ben Amos grał we wszystkich młodzieżowych reprezentacjach Anglii, począwszy od U-16, aż do U-21, w której występuje do dzisiaj.

## Osiągnięcia
Manchester United (Anglia)
- 2008 Klubowe Mistrzostwo Świata